# KSK Lokeren
Koninklijke Sporting Club Lokeren Oost-Vlaanderen este un club de fotbal din Lokeren, Belgia, care evoluează în Prima Ligă. În 2000 echipa a fost reformată prin fuziunea cluburilor locale Koninklijke Sint-Niklase Sportkring Excelsior și Koninklijke Sporting Club.

## Europa
- UEFA Europa League
  -  Faza Grupelor (1) : 2015

## Lotul actual
| Nr. |                   | Poziție | Jucător                     |
| --- | ----------------- | ------- | --------------------------- |
| 1   | Coasta de Fildeș  | P       | Copa Barry                  |
| 2   | Belgia            | F       | Joey Dujardin               |
| 3   | Belgia            | F       | Denis Odoi                  |
| 5   | Elveția           | F       | Mijat Marić                 |
| 6   | Brazilia          | F       | Arthur Henrique             |
| 7   | Belgia            | M       | Killian Overmeire (Captain) |
| 8   | Belgia            | M       | Koen Persoons               |
| 9   | Tunisia           | A       | Hamdi Harbaoui              |
| 10  | Africa de Sud     | A       | Ayanda Patosi               |
| 11  | Israel            | A       | Mohammad Ghadir             |
| 13  | Belgia            | P       | Davino Verhulst             |
| 15  | Islanda           | F       | Sverrir Ingason             |
| 16  | Belgia            | P       | Dieter Creemers             |
| 17  | Belgia            | A       | Cyriel Dessers              |
| 18  | Macedonia de Nord | A       | Besart Abdurahimi           |

| Nr. |          | Poziție | Jucător          |
| --- | -------- | ------- | ---------------- |
| 19  | Croația  | F       | Mario Tičinović  |
| 20  | Senegal  | M       | Joher Rassoul    |
| 21  | Serbia   | M       | Marko Mirić      |
| 22  | Croația  | F       | Dario Melnjak    |
| 23  | Ghana    | A       | Eugene Ansah     |
| 24  | Belgia   | F       | Ridwan Gyselinck |
| 25  | Slovacia | F       | Branislav Niňaj  |
| 26  | Belgia   | M       | Tjorven Melens   |
| 27  | Belgia   | M       | Tars Notteboom   |
| 28  | Camerun  | M       | Evariste Ngolok  |
| 29  | Camerun  | A       | Lewis Enoh       |
| 34  | Polonia  | M       | Filip Starzyński |
| 39  | Belgia   | P       | Bo Geens         |
| 50  | Ucraina  | M       | Serhiy Bolbat    |
| 70  | Brazilia | A       | Jajá Coelho      |